# 圓覺寺 (鎌倉市)
圓覺寺（日語：円覚寺）是位在日本神奈川縣鎌倉市的寺院，臨濟宗圓覺寺派大本山。山號「瑞鹿山」（／ Zuirokusan）。本尊寶冠釋迦如來、開基（創立者）為北條時宗、開山（初代住持）為無學祖元。鎌倉五山第二位。
夏目漱石、西田幾多郎、鈴木大拙、島崎藤村曾在此參禪。

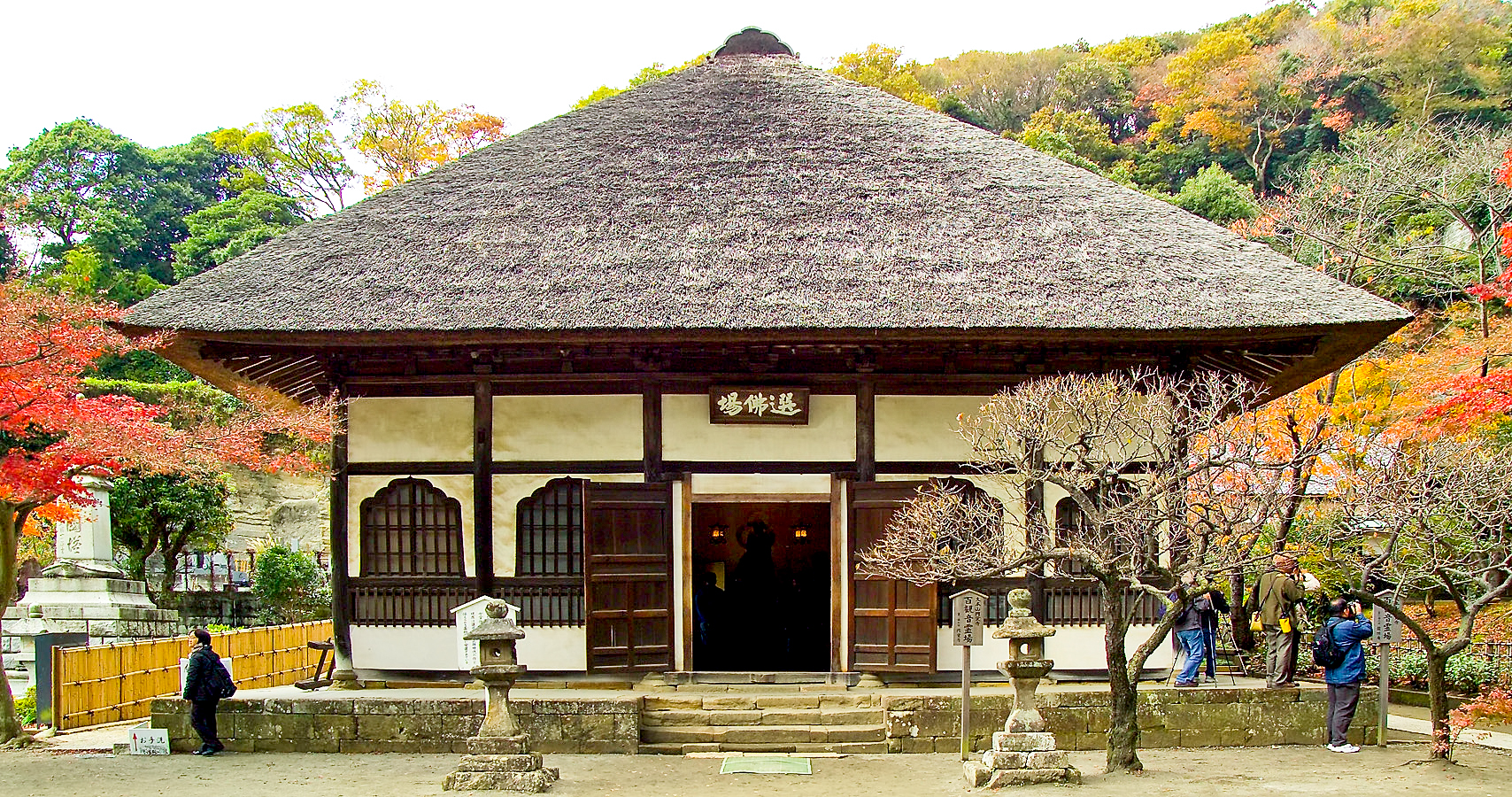
選佛場
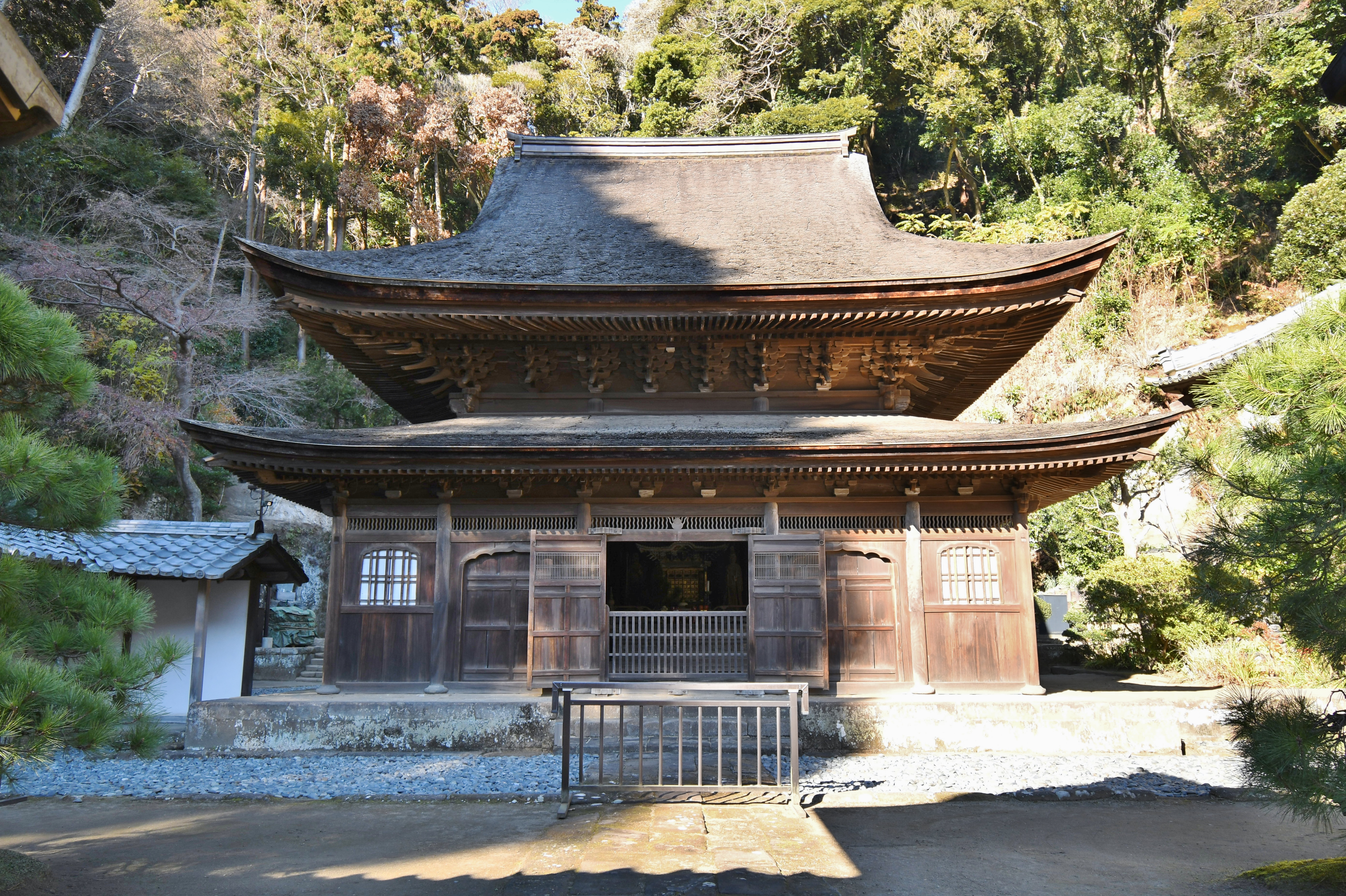
舎利殿（國寶）
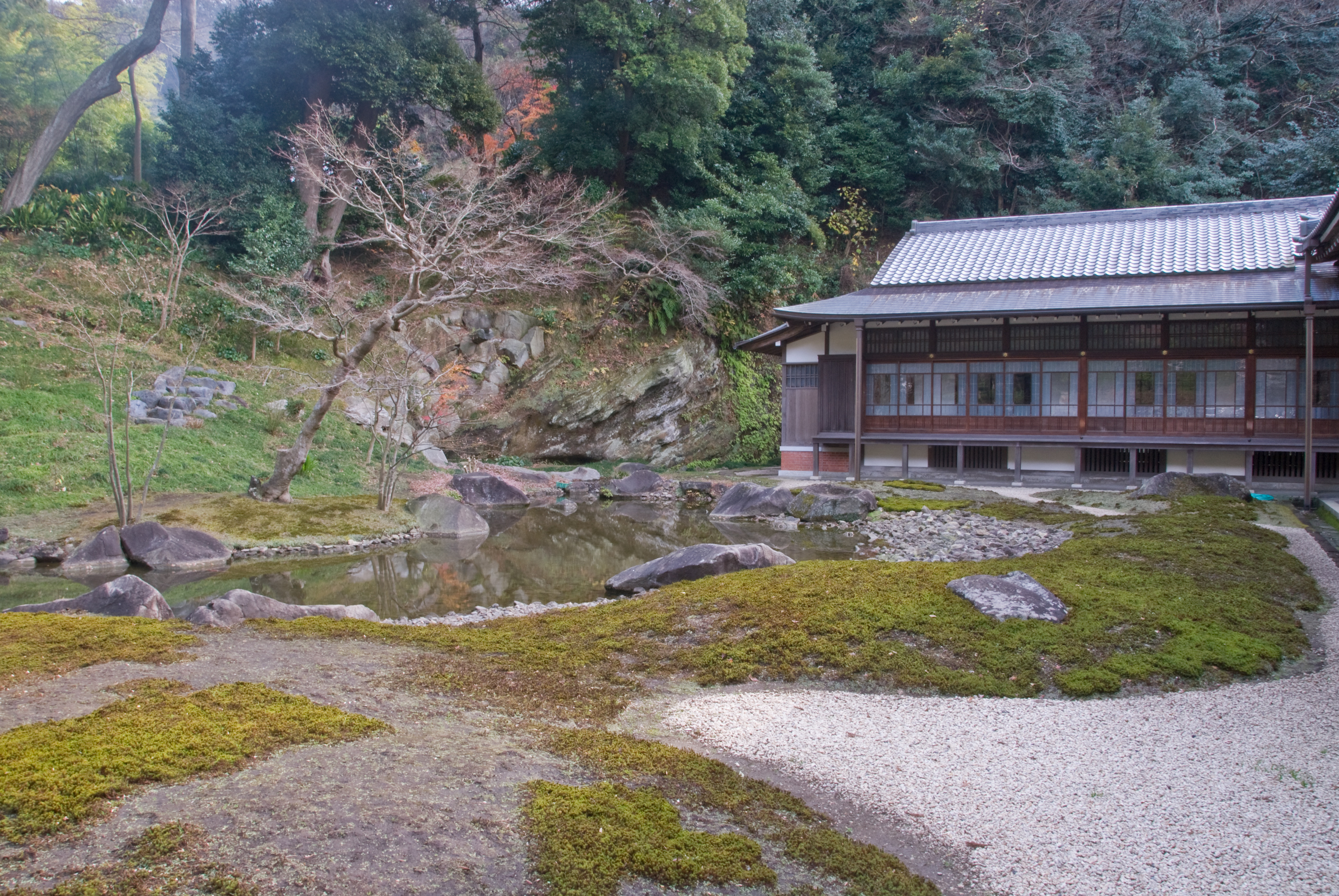
妙香池

## 關連項目
- 臨濟宗
- 日本禪宗

## 外部連結
- 臨濟宗大本山 圓覺寺 （页面存档备份，存于）